# Taiga Ishiura
Taiga Ishiura (japanisch 石浦 大雅 Ishiura Taiga; * 22. November 2001 in der Präfektur Tokio) ist ein japanischer Fußballspieler.

## Karriere
Ishiura erlernte das Fußballspielen in der Jugendmannschaft von Tokyo Verdy. Der Verein, der in der Präfektur Tokio beheimatet ist, spielte in der zweithöchsten Liga des Landes, der J2 League. 2019 wurde er als Jugendspieler einmal in der zweiten Liga eingesetzt. Im Februar 2020 unterschrieb er hier auch seinen ersten Profivertrag. Bis 2022 bestritt er 51 Ligaspiele. Zu Beginn der Saison 2023 wechselte er auf Leihbasis nach Matsuyama zum Drittligisten Ehime FC. Am Ende der Saison 2023 feierte er mit Ehime die Drittligameisterschaft und den Aufstieg in die zweite Liga. Nach dem Aufstieg wurde Ishiura im Februar 2024 fest von Ehime unter Vertrag genommen. 

## Erfolge
Ehime FC
- Japanischer Drittligameister: 2023  ▲